# 凝望—君看雙眼色，不語似無愁
《凝望 — 君看雙眼色，不語似無愁》一書收錄了已故聾人教師李菁過往在刊物及網上日誌，講述有關「聽障」的文章。

## 成書背景
2008年3月，失聰女教師李菁逝世。香港嶺南大學為了喚起社會對聾人及弱聽人士的關注，成立「李菁紀念基金」，並決定將李菁生前的生活照及文章，結集成《凝望 — 君看雙眼色，不語似無愁》一書。
這本書集不會公開發售，只供有興趣的讀者聯絡嶺南大學索取。此外，這本書集亦推出了網上版本，並上載於慈善機構「龍耳」的網頁，供有興趣的讀者下載。

## 外部連結
- 《凝望 — 君看雙眼色，不語似無愁》書集（页面存档备份，存于）
- 《凝望 — 君看雙眼色，不語似無愁》讀後感(一)（页面存档备份，存于）
- 《凝望 — 君看雙眼色，不語似無愁》讀後感(二)[永久]

### 延伸閱讀
- 鄺浩然︰【用心聽 聾健共融】通識教材套（页面存档备份，存于），龍耳出版，2013年9月